# Pescosansonesco
Pescosansonesco es un municipio situado en el territorio de la Provincia de Pescara, en Abruzos (Italia).

## Demografía
| Gráfica de evolución demográfica de Pescosansonesco entre 1861 y 2001 |
|                                                                       |
| fuente ISTAT - elaboración gráfica a cargo de Wikipedia               |